# Dionysus Ludovisi
De Dionysus Ludovisi is een  Romeins marmeren beeld van de god Dionysus
Zoals bij veel marmeren beelden die in en om Rome werden gevonden is ook dit een kopie van een Grieks beeld dat tussen 230 tot 220 v.Chr werd gemaakt. Het stond ooit in de verzameling van de Ludovisi familie die het Romeinse beeld nadat het bij het graven van de fundamenten voor de Palazzo Mattei werd gevonden verwierven.  De Boncampagni-Ludovisi-collectie werd in 1901 geveild. Het beeld werd door de Italiaanse staat gekocht en behoort nu tot de collectie van het Museo Nazionale Romano.
De houdig van de god is een fraai voorbeeld van contrapposto waarbij de rechterhand rustend op zijn hoofd rust. Deze houding is geïnspireerd door die van de Apollo Lyceus. De met klimop gekroonde Dionysus wordt hier begeleid door een grote panter, symbool van de numineuze aanwezigheid van de godheid en een kleine satyr. De lange lokken van de god vallen meisjesachtig over zijn schouders en in zijn linkerhand houdt hij als god van de wijn een tros druiven.
De originele elementen zijn de hoofden, torso's en dijen van Dionysus en de sater. De armen van de sater en de onderbenen en de basis zijn moderne, dat wil zeggen 16e-eeuwse, restauraties.

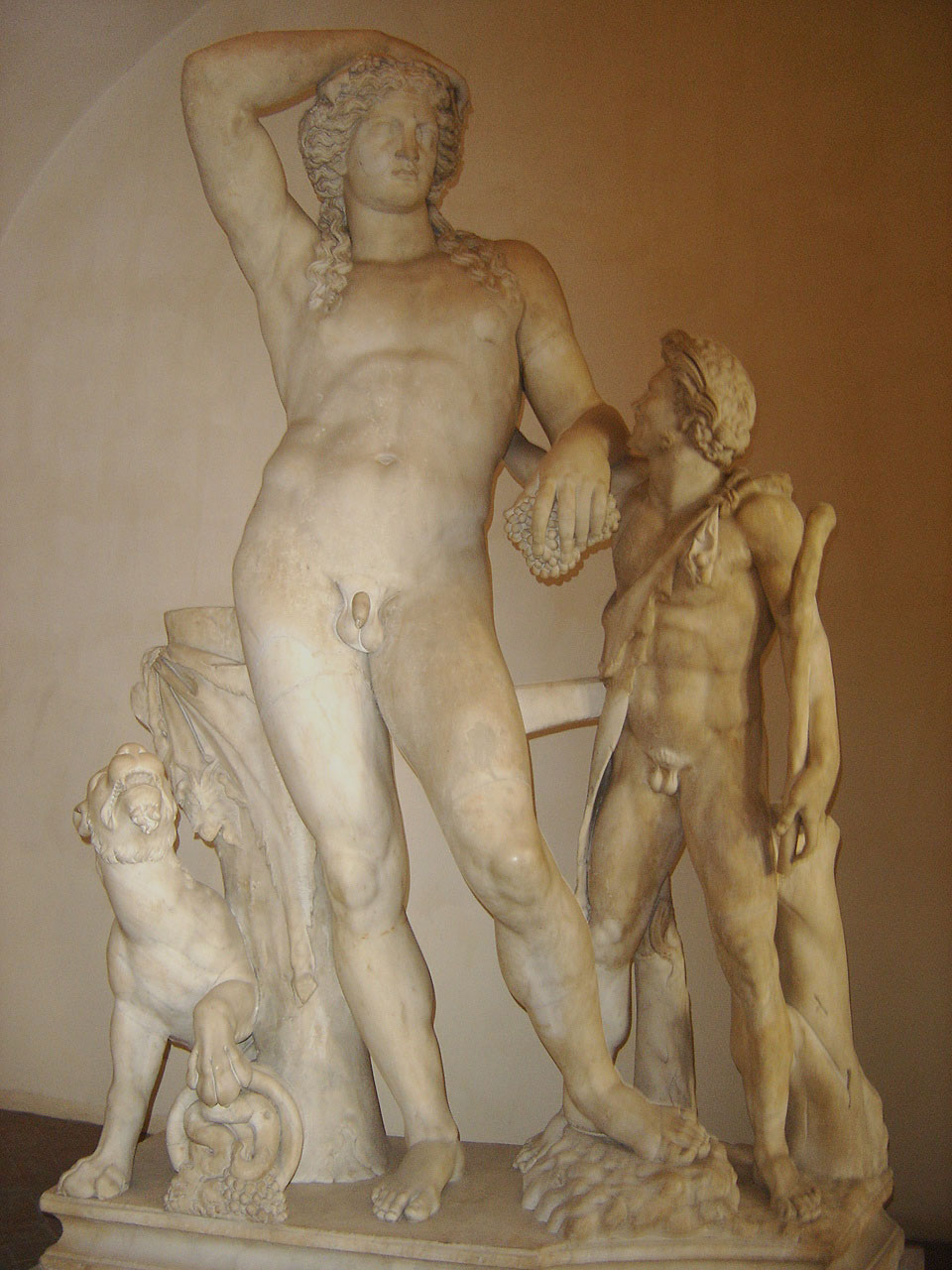
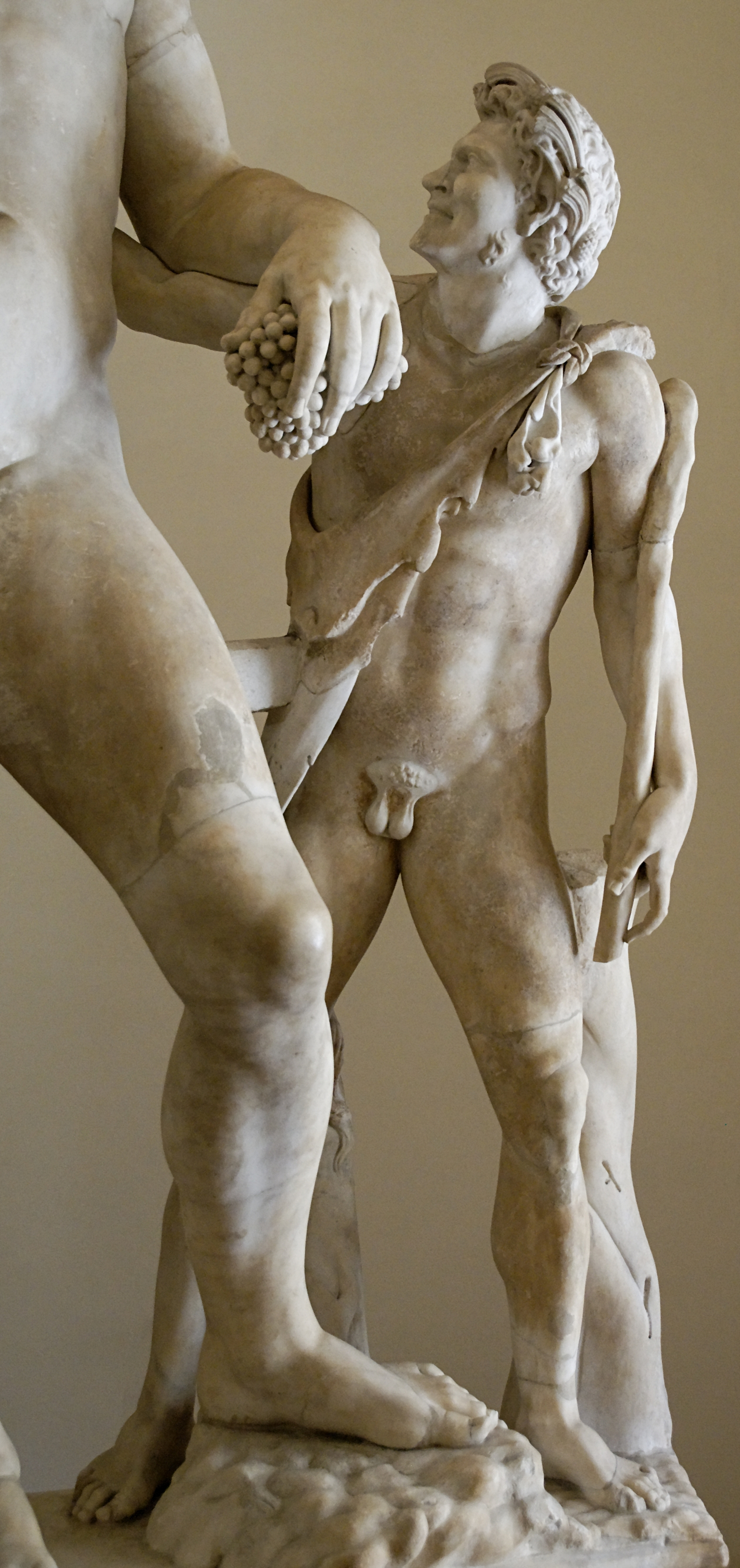
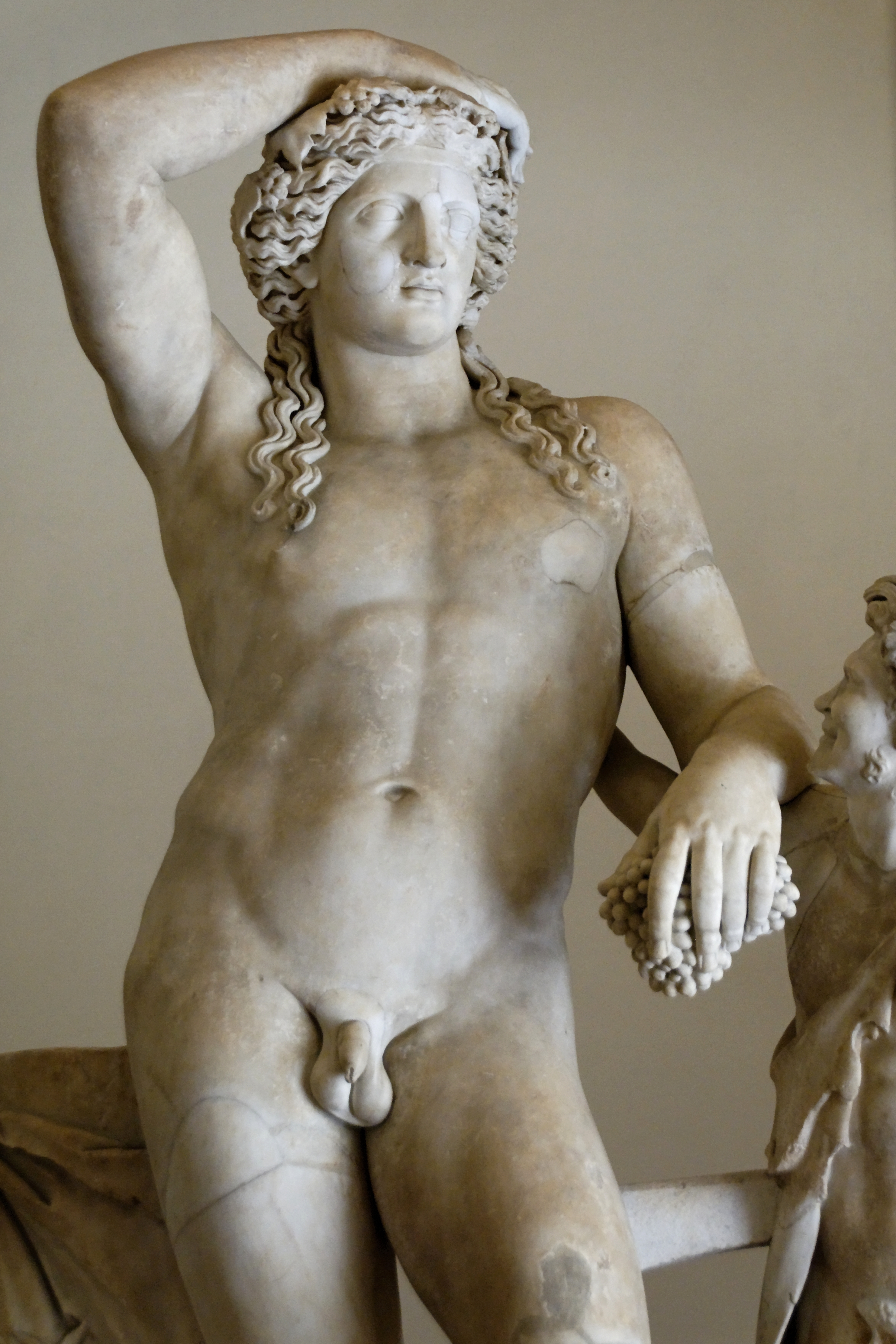
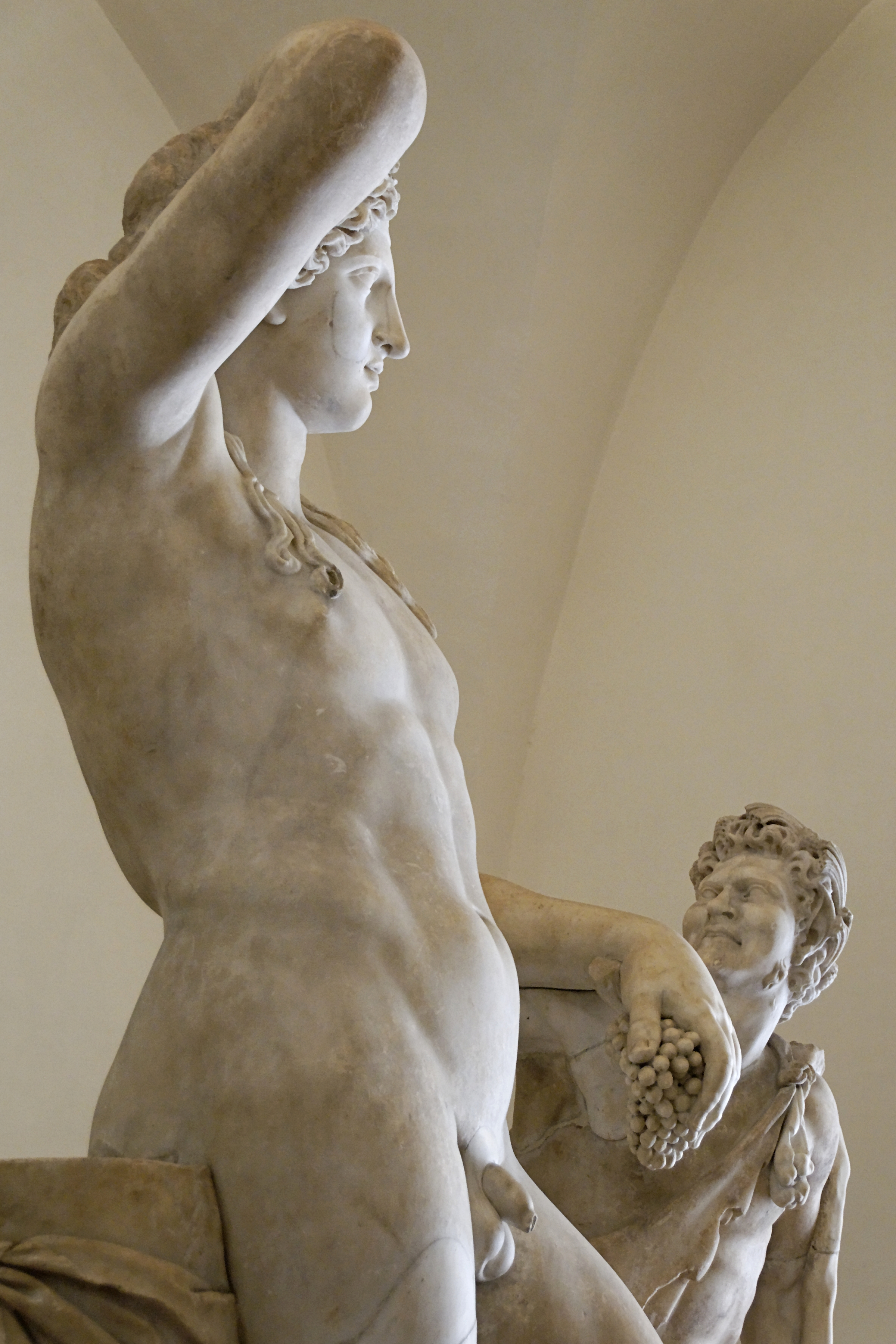